# Karel Bělina
Karel Bělina (* 13. ledna 1947 Kutná Hora) je severočeský horolezec, pískovcový lezec a prvovýstupce. Na svém kontě má okolo pěti tisíc prvovýstupů na českých skalách a jako místní znalec je také spoluautorem několika horolezeckých průvodců. Některé z jeho prvovýstupů byly kontroverzní, osobně se však označuje za nejpilnějšího (minimálně) českého prvovýstupce. V roce 2010 obdržel Karel Bělina jako jeden z vybraných dobrovolníků v Ústeckém kraji cenu Křesadlo, kterou uděluje ústecké Dobrovolnické centrum.
V roce 2014 vytvořil na Pastýřské stěně v Děčíně (s podporou sponzora a města) zajištěnou cestu (via ferratu) s několika variantami tras, která patří mezi nejnavštěvovanější a nejznámější v Česku. Via ferrata je známá daleko za hranicemi České republiky. Děčínský magistrát následně zpochybnil bezpečnost této zajištěné cesty.

## Výstupy
- Vysoké Tatry
- Alpy
- Sasko

### Prvovýstupy
- přibližně 5 000 prvovýstupů na českých skalách[6]

## Kontroverzní ferraty
Děčínská via ferrata nebyla poslední, kterou Karel Bělina vybudoval. Některé však byly značně kontroverzní. Bez povolení, navíc na nevhodném měkkém pískovci, vybudoval Karel Bělina v roce 2019 ferratu v lezecké oblasti na Českolipsku, známé jako Roklice. (Jedná se o skalnaté údolí Dolského potoka mezi Holany, Sušicí a Dřevčicemi, které se nachází zhruba 1 km východně od hranice Chráněné krajinné oblasti Kokořínsko – Máchův kraj). Na výzvu podniku Lesy ČR, hospodařícího na zdejších lesních pozemcích, aby uvedl skály do původního stavu, Karel Bělina nereagoval, takže škody museli napravit místní lezci. Přesto skalní masív zůstal v důsledku nepovolené výstavby zajištěné cesty značně poškozen. Již předtím ohrozil Karel Bělina lezecké sportovní aktivity v této oblasti, když zde svévolně vykácel stromy kolem skal.
Dále bez povolení a v rozporu se statusem lokalit, vyhlášených jako přírodní rezervace, postavil zajištěné cesty na Kozím vrchu mezi Mojžířem a Neštědicemi u Povrlů (okres Ústí nad Labem) a na Vrabinci u Těchlovic v okrese Děčín. Zajištěná cesta "Jízda zbrojnošů" na Vrabinci, vybudovaná bez povolení v roce 2018, byla dokonce uvedena v databázi českých ferrat. Podle vyjádření zástupců Agentury ochrany přírody a krajiny ČR vybudování těchto zajištěných cest bezprostředně ohrozilo hnízdění chráněných druhů ptáků v obou rezervacích, především kriticky ohroženého sokola stěhovavého, a zmíněné ferraty musí být odstraněny. Karel Bělina se proti tomu ohradil s tím, že ferraty bude bez povolení stavět dál.
V červenci 2020 byl Karel Bělina zbaven funkce správce skal Českého horolezeckého svazu z důvodu, aby svaz nebyl spojován s jeho nelegálními ferratami. Staviteli nelegálních ferrat byla v přestupkovém řízení vyměřena pokuta a zároveň byl vyzván k jejich odstranění, na výzvu však nereagoval. Počátkem roku 2021 proto Agentura ochrany přírody a krajiny ČR, regionální pracoviště Správa CHKO České středohoří, společně s obcí Těchlovice a Českým horolezeckým svazem nechala odstranit všech sedm zajištěných cest, které byly nelegálně vybudovány v přírodní rezervaci Vrabinec. S odstraněním kovových konstrukcí, včetně 300 metrů lan, pomohli místní horolezci a zejména příslušníci jednotky Hasiči - Rescue. S výjimkou období hnízdění chráněných druhů ptáků zůstávají legální horolezecké aktivity v oblasti Vrabince i nadále povoleny.

### Film
- 1993: Ostrov čarodějů; Námět, scénář, režie: Pavel Štingl, sportovní dokument ČT, 42 minut